# Rubus longior
Rubus longior är en rosväxtart som beskrevs av A. van de Beek. Rubus longior ingår i släktet rubusar, och familjen rosväxter. Inga underarter finns listade i Catalogue of Life.